# Julija Olegowna Wolkowa

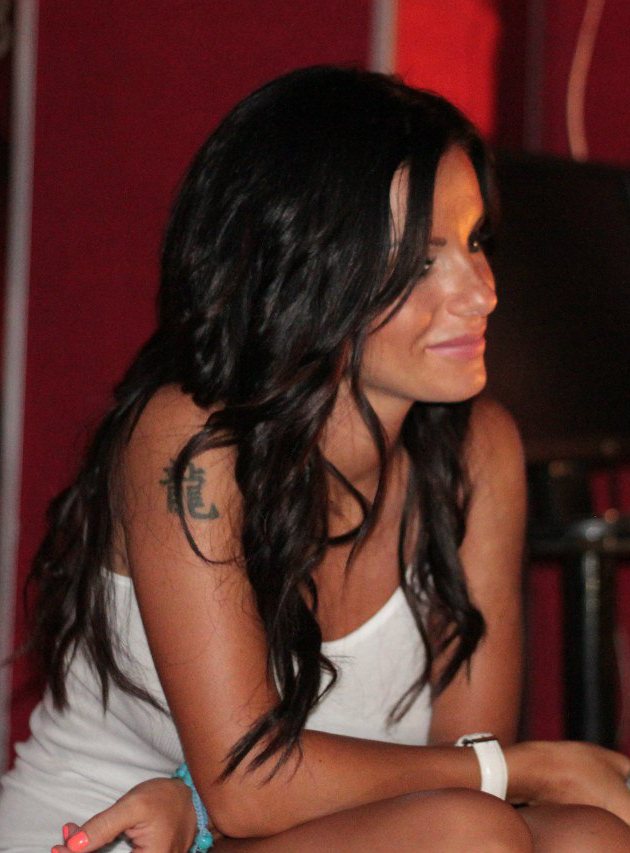
Julija Wolkowa (2012)

Julija Olegowna Wolkowa (russisch Юлия Олеговна Волкова, wiss. Transliteration Julija Olegovna Volkova; * 20. Februar 1985 in Moskau, UdSSR) ist eine russische Sängerin und Schauspielerin. Zusammen mit Jelena Katina bildete sie von 1999 bis 2011 das vorgeblich lesbische Pop-Duo t.A.T.u. Ab 2014 äußerte sie sich öffentlich homophob. 2021 kandidierte sie erfolglos innerhalb der Partei Einiges Russland bei den Vorwahlen für die im selben Jahr abgehaltene Parlamentswahl.

## Leben

### 1999–2011: Jugend und Karriere mit t.A.T.u.

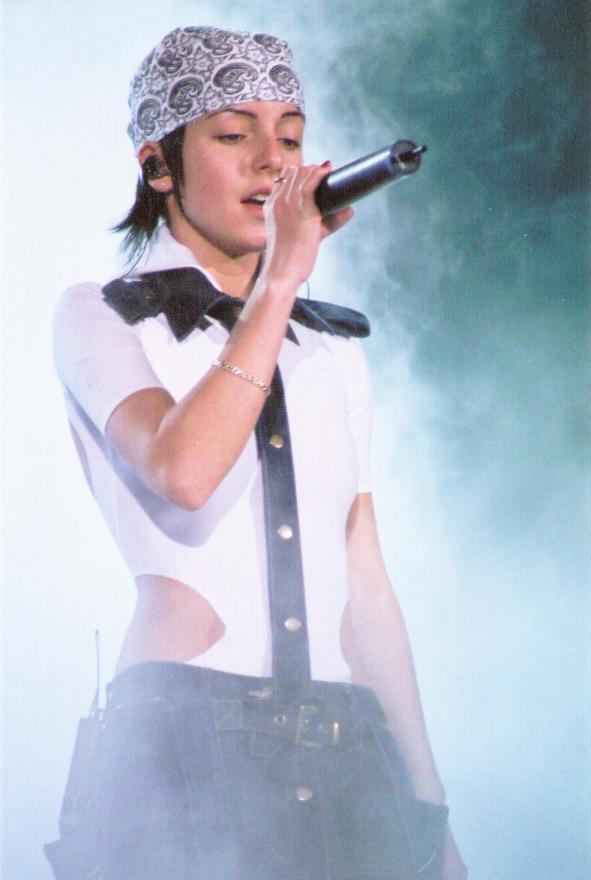
Wolkowa bei einem Konzert im Tokyo Dome (2003)

Julija Wolkowa wuchs als Einzelkind bei ihren Eltern Oleg Wiktorowitsch Wolkow, einem erfolgreichen Geschäftsmann, und Larissa Wiktorowna Wolkowa in einer Plattenbausiedlung im Stadtteil Perowo des Östlichen Moskauer Verwaltungsbezirks auf. Im Alter von sieben Jahren begann sie eine Klavierausbildung an einer Musikschule, ab ihrem elften Lebensjahr besuchte sie eine Schule mit Schwerpunkt auf Schauspiel- und Tanzkunst.
Bereits mit neun Jahren wurde Wolkowa Mitglied der russischen Jugend-Musikgruppe „Neposedy“ (Непоседы), in der auch ihr Cousin Sergei Lasarew sang. Ein Jahr später wurde dort auch Katina, ihre spätere t.A.T.u.-Partnerin, aufgenommen. Wolkowa war lange mit „Neposedy“ unterwegs und hatte unter anderem auch einen Auftritt in Spanien. In dieser Zeit übernahm sie auch einige kleinere Filmrollen. Als sie im Alter von 14 Jahren die Gruppe nach Überschreitung der Altersgrenze verlassen musste, bekam sie die Gelegenheit am t.A.T.u.-Casting teilzunehmen und wurde schließlich ausgewählt. Das Duo erlangte schnell große Bekanntheit in Russland und den ehemaligen Ostblockstaaten, 2002 und 2003 wurden sie durch ihre englischsprachigen Veröffentlichungen weltweit berühmt.
Wolkowa wurde vom Management mit dem Image der „wilden Brünetten“ ausgestattet. Sie übernahm als die Androgyne den „männlichen Part“. Da sie, im Gegensatz zu Katina, kaum ein Wort Englisch sprach und bei Promotion-Terminen in Europa und den USA meist keine Dolmetscher zur Verfügung standen, blieb ihr oftmals nur die Rolle der stummen Zuhörerin – oder Provokateurin.

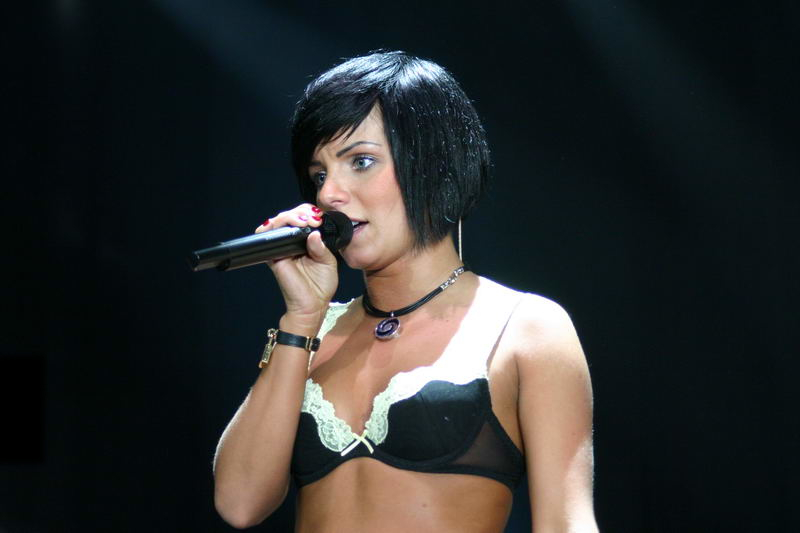
Julija Wolkowa in Nowosibirsk (2006)

Nach heftigen Meinungsverschiedenheiten wurde die Karriere von t.A.T.u. für einige Zeit unterbrochen. In dieser Zeit wurde Wolkowa von ihrem Freund Pawel „Pascha“ Sidorow schwanger. Am 23. September 2004 brachte sie eine Tochter zur Welt. Im Frühling 2005 trennte sie sich von Sidorow. Wegen Überbeanspruchung ihrer Stimme musste sie sich im Oktober 2004 eine Zyste an ihren Stimmbändern entfernen lassen, die die Ursache dafür war, dass sie die hohen Kopfstimmentöne, die für ihren Gesang charakteristisch waren, nicht mehr singen konnte und ihre Stimme ungewohnt heiser klang. Alle seit Mai 2003 unternommenen Versuche, eine Operation zu umgehen, waren erfolglos geblieben. Der Eingriff führte jedoch dazu, dass sie bis heute keine hohen Töne mehr singen kann. Neue Gesangstechniken, die speziell auf die Schonung der Stimmbänder ausgelegt sind, ermöglichen ihr aber die Fortführung ihrer Musikerkarriere. Diese chirurgische Maßnahme sowie die persönlichen Konflikte und die gleichzeitige Schwangerschaft behinderten das vorgesehene Anknüpfen an die früheren weltweiten Erfolge des Duos erheblich.
Seit Juni 2005 traten t.A.T.u. wieder häufiger gemeinsam auf, im Oktober erschien das zweite Album Ljudi Inwalidy / Dangerous and Moving, mit dem Wolkowa und Katina ein nationales und internationales Comeback gelang. Die daraus ausgekoppelte erste Single All About Us konnte sich sowohl in Deutschland als auch Großbritannien wieder in den Top Ten der Charts platzieren.
Die erste Single des dritten Albums Happy Smiles trug den Titel White Robe und wurde bereits zuvor auf Russisch veröffentlicht. Darauf folgte das russische Lied 220.
Im März 2011 gaben t.A.T.u. ihre endgültige Trennung bekannt, nachdem sie bereits seit 2009 Soloprojekte verfolgten und keine weiteren Veröffentlichungen als t.A.T.u. mehr in Planung waren.

### Seit 2011: Solokarriere
Als Solokünstlerin steht Wolkowa seit dem 16. August 2011 beim russischen Plattenlabel Gala Records unter Vertrag. Am 11. November 2011 veröffentlichte sie ihre erste Solo-Single Сдвину мир (Sdwinu Mir), am 2. Dezember folgte die englischsprachige Version All Because of You. Wolkowa schaffte es nicht an die Erfolge von t.A.T.u. anzuknüpfen, das Lied erhielt in Russland nur geringe Aufmerksamkeit. Das dazugehörige Musikvideo konnte Platz acht der MTV Russland Charts belegen.
Am 29. März 2012 wurde bekannt gegeben, dass Wolkowa sich mit dem Lied Back to Her Future, einem Duett mit dem Sänger Dima Bilan, für den nationalen russischen Vorentscheid zum Eurovision Song Contest 2012 in Baku beworben habe. Wolkowa und Bilan, die als Favoriten in den Wettbewerb eintraten, erreichten Platz zwei im russlandweit übertragenen Finale des Vorentscheids, dessen Ergebnis sich durch eine Fachjury und ein Televoting zusammensetzte. Mit 29,25 Punkten erreichte das Duett Wolkowas und Bilans einen guten Wert, musste sich jedoch deutlich Buranowskije Babuschki geschlagen geben, die 38,51 Punkte erreichten. Am 8. Juni feierte die russische Version des Liedes unter dem Titel Любовь-сука (Ljubow-suka) Radiopremiere auf dem russlandweit empfangbaren Sender Russkoje Radio. Als erste Veröffentlichung Wolkowas nach t.A.T.u. erreichte der Titel die Top-100 der russischen Radio-Airplay Charts.

### Persönliches
Wolkowa hat zwei Kinder: Ihre Tochter Wiktoria (* 23. September 2004 in Moskau) entstammt einer kurzzeitigen Beziehung mit Pawel Sidorow, ihr Sohn Samir (* 27. Dezember 2007 in Moskau) einer Ehe mit dem usbekischen Unternehmer Parwiz Jasinow. Wolkowa und Jasinow hatten im Frühjahr 2007 in Dubai geheiratet, die Ehe wurde im Frühjahr 2010 wieder geschieden. Während ihrer Partnerschaft mit Jasinow war Wolkowa 2007 vom russisch-orthodoxen Glauben zum Islam konvertiert, die Eheschließung war nach muslimischem Ritus in einer Moschee abgehalten worden. 2017 wechselte sie wieder zur russischen Orthodoxie. Am 8. August 2018 heiratete sie zum zweiten Mal, die Identität des Ehemannes enthält sie der Öffentlichkeit jedoch vor.
Wolkowa wohnt bis heute in Moskau und bezeichnet sich selbst als bisexuell. Sie ist die Cousine des Sängers Sergei Lasarew und eng befreundet mit dem russischen Sänger Dima Bilan.

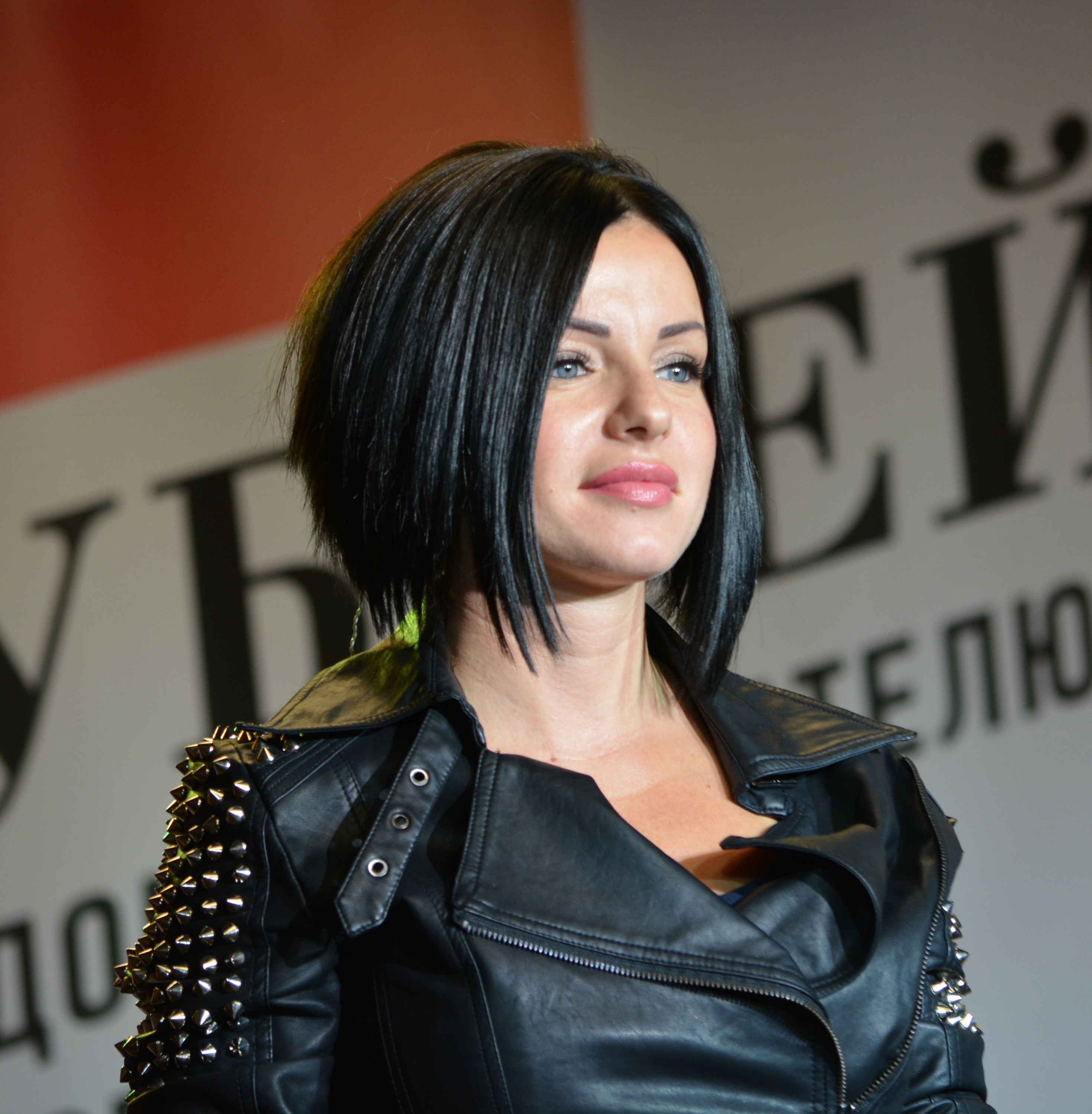
Julija Wolkowa (2014)

Das Lied Miss Volkova der schwedischen Band Bondage Fairies handelt von Wolkowa und nimmt in einer Textzeile auch Bezug auf ihren größten Hit als t.A.T.u.-Sängerin (And all the things she said, it suddenly made sense).
2014 hatte sie eine Fotostrecke in der Juni-Ausgabe des russischen Playboy.
Im September 2014 gab Wolkowa in einer ukrainischen Fernsehsendung an, einen schwulen Sohn nicht akzeptieren zu können, und kritisierte Homosexualität bei Männern: „Ich finde, dass ein Mann ein Mann bleiben muss. […] Gott hat den Mann für die Fortpflanzung geschaffen, so ist die Natur. Ich könnte einen schwulen Sohn nicht akzeptieren.“ Homosexualität bei Frauen bezeichnete sie demgegenüber als ästhetisch und akzeptabel. In verschiedenen Medienberichten wurden diese Aussagen als homophob und schwulenfeindlich gewertet, im deutschen Sprachraum etwa von Die Welt und dem Focus. Das russische Staatsfernsehen griff seinerseits ein im gleichen Fernsehauftritt geäußertes Bekenntnis Wolkowas auf, sie sei keine Patriotin und fühle sich enger mit den Vereinigten Staaten verbunden als mit ihrer Heimatstadt Moskau oder Russland. Das Management der Sängerin dementierte am Folgetag diese vor dem Hintergrund der Krise in der Ukraine heikle Darstellung als „aus dem Kontext gerissen“, ließ aber die gegen Schwule gerichteten Ansichten unkommentiert.

### Erkrankung
Im April 2016 gab Wolkowa bekannt, 2012 eine Schilddrüsenkrebs-Diagnose erhalten zu haben. Während einer Operation zur Entfernung des Tumors wurden ihre Stimmbänder beschädigt, sodass es ihr anschließend fast unmöglich war zu sprechen. Zwei in Deutschland durchgeführte Operationen zur Wiederherstellung ihrer Stimme verliefen im Anschluss negativ. Erst eine dritte Operation in Seoul konnte die Stimme der Sängerin teilweise wiederherstellen. Wolkowa hatte sich bereits seit 2003 wiederholt wegen Problemen mit den Stimmbändern in ärztlicher Behandlung befunden. Als Folge der operativen Entfernung einer durch Überbeanspruchung entstandenen Zyste an den Stimmbändern im Oktober 2004 weist ihre Stimme eine raue, krächzende Färbung auf. Die aus der Anfangszeit ihrer Musikkarriere für sie charakteristischen hohen Kopfstimmtöne kann sie seitdem nicht mehr singen.
2019 wurde eine Rückkehr der Krebserkrankung festgestellt. Nach sofortiger Behandlung bezeichnete sich Wolkowa noch im selben Jahr wieder als krebsfrei.

### Politische Karriere
Ende April 2021 verkündete Wolkowa ihre Kandidatur für die internen Vorwahlen der Partei Einiges Russland, der Wladimir Putin offiziell nicht angehört, die de facto jedoch seine Linie unterstützt, um bei der Parlamentswahl im September 2021 für Iwanowo in die Duma einzuziehen. Zusammen mit ihren homophob anmutenden Aussagen steht das ihren früheren Überzeugungen komplett entgegen. Ihr zufolge sei das lesbische Image der Band lediglich die Idee des Produzenten Iwan Schapowalow gewesen. Auf Wolkowa entfielen nur 919 Stimmen. Sie unterlag damit deutlich dem Mitbewerber Michail Kizejew, der rund 36.000 Stimmen erhielt.

## Diskografie

### Singles
- 2011: Сдвину мир[17]
- 2011: All Because of You[18]
- 2012: Любовь-сука (Dima Bilan & Julia Volkova)[19]
- 2012: Didn’t Wanna Do It[20]
- 2012: Давай Закрутим Землю[21]

## Filmografie
- 1994 und 1998: Yeralash (Ералаш, Kinderfernsehserie)[3]
- 2011: You and I (Ты и я)[22]
- 2013: Zombie Fieber (Zомби каникулы 3D)[22]